# 大谷村 (愛媛県)
大谷村（おおたにむら）は、愛媛県喜多郡にあった村。現在の大洲市肱川町大谷にあたる。

## 地理
- 山岳：御在所山、高雄山
- 河川：肱川、大谷川

## 歴史
- 1889年（明治22年）12月15日 - 町村制の施行により、近世以来の大谷村が単独で自治体を形成。
- 1943年（昭和18年）4月29日 - 河辺村・宇和川村と合併して肱川村が発足。同日大谷村廃止。

## 経済

### 産業
- 農業

『大日本篤農家名鑑』によれば大谷村の篤農家は、「三瀬俊蔵」のみである。

## 出身・ゆかりのある人物
- 三瀬俊蔵（篤農家、政治家） - 大谷村長、県会議員[2]。畜産の改良を唱えた[2]。